# Richard Menjívar
Richard Guillermo Menjívar Peraza (Los Angeles, 31 ottobre 1990) è un ex calciatore statunitense naturalizzato salvadoregno, di ruolo centrocampista.